# Quebec Magnetic
Quebec Magnétic es un DVD en vivo de la banda estadounidense Metallica, que documenta dos shows de la banda en el Colisée Pepsi en la ciudad de Quebec, Canadá el 31 de octubre y 1 de noviembre de 2009 en el marco del World Magnetic Tour, lanzado el 11 de diciembre de 2012. El DVD es el primero en ser lanzado a través del propio sello de Metallica, Blackened Recordings.
El DVD fue anunciado el 20 de septiembre de 2012, los fanes votaron en internet para decidir cuál de los dos conciertos grabados se muestra en su totalidad; las canciones restantes se mostraron como "extras" en el álbum. El 22 de octubre revelaron la lista de canciones del álbum, la fecha de lanzamiento y el arte de tapa.
El álbum vendió alrededor de 14.000 copias durante la primera semana después de su lanzamiento, alcanzando el número dos en el Billboard Top Videos Music.

## Lista de temas
Disco 1 (Full Concert)
1. The Ecstasy of Gold
2. That Was Just Your Life
3. The End of the Line
4. The Four Horsemen
5. The Shortest Straw
6. One
7. Broken, Beat & Scarred
8. My Apocalypse
9. Sad but True
10. Welcome Home (Sanitarium)
11. The Judas Kiss
12. The Day That Never Comes
13. Master of Puppets
14. Battery
15. Nothing Else Matters
16. Enter Sandman
17. Killing Time - Sweet Savage cover
18. Whiplash
19. Seek and Destroy

Disco 2 (Bonus Track y Footage)
1. For Whom the Bell Tolls
2. Holier Than Thou
3. Cyanide
4. Turn the Page - Bob Seger cover
5. All Nightmare Long
6. Damage, Inc.
7. Breadfan - Budgie cover
8. Phantom Lord

## Formación
- James Hetfield - Voz y guitarra rítmica
- Kirk Hammett - Guitarra líder y coros
- Robert Trujillo - Bajo y coros
- Lars Ulrich - Batería y percusiones

- Datos: Q498373